# Hauptstraße 35 (Volkach)

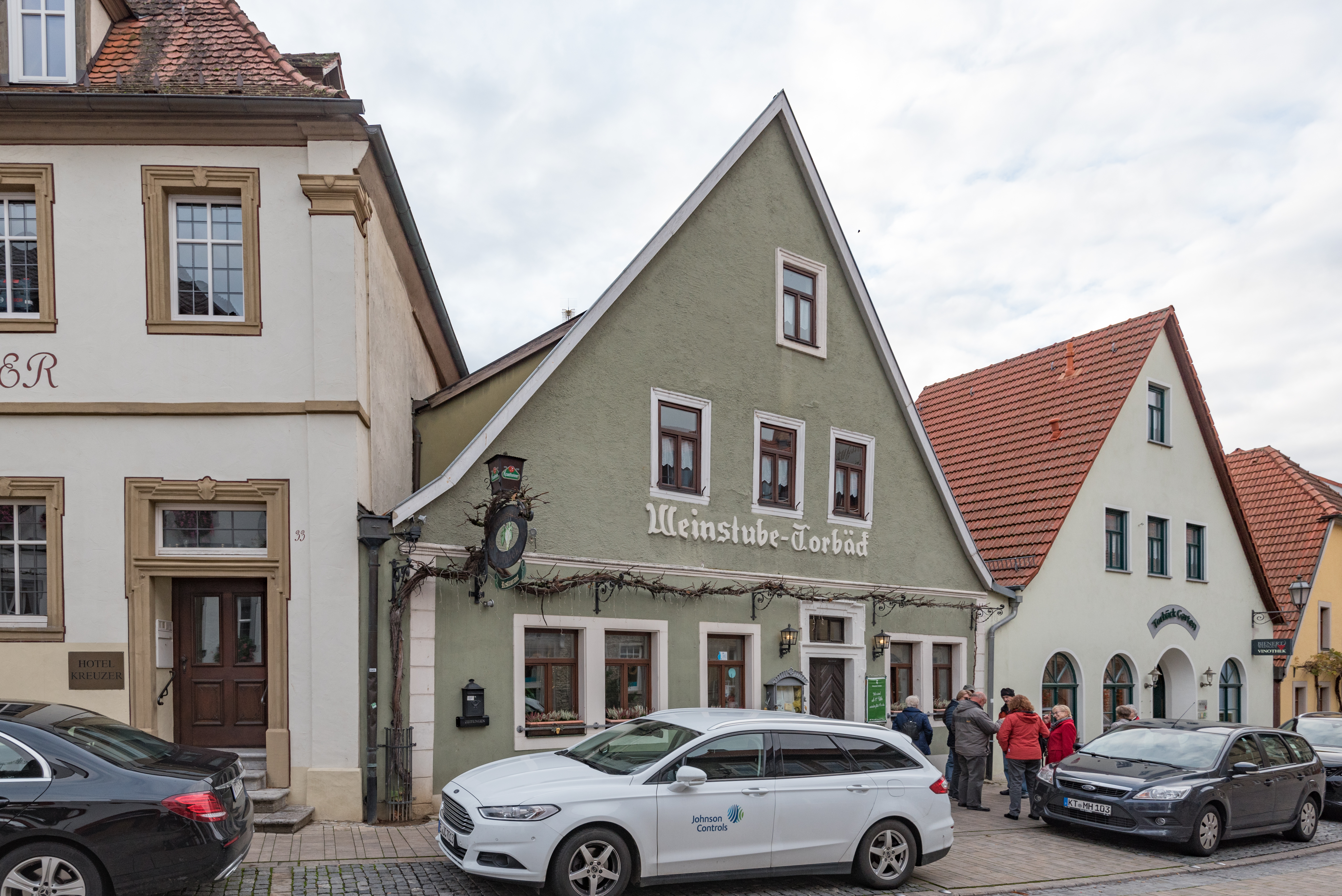
Das Haus in der Volkacher Hauptstraße

Das Haus Hauptstraße 35 (auch Weinstube Torbäck; 2004 bis 2014 Leipold’s; früher Hausnummer 121) ist ein denkmalgeschütztes Gebäude in der Kernstadt des unterfränkischen Volkach. 

## Geschichte
Das Haus mit der Adresse Hauptstraße 35 wurde erstmals im ausgehenden 17. Jahrhundert in den Quellen erwähnt. Im Jahr 1689 kann der Bäcker Erhard Freitag hier nachgewiesen werden. Er zahlte damals 30 Gulden Taxe für seinen Betrieb und 160 Gulden für das Haus, was es zu einer der kleineren Hofstätten entlang der zentralen Achse innerhalb der Altstadt machte. Freitag hielt eine Kuh auf dem Gelände. Ohne Kenntnis der Quellen kam es in den folgenden Jahren zu einem Besitzerwechsel. Im Jahr 1698 saß Hermann Friedrich in dem Haus. Auch er übte das Bäckerhandwerk aus, musste hierfür sogar 50 Gulden an Taxe an die städtischen Behörden bezahlen. Friedrich lebte auch noch 1736 hier, wobei sich die Taxe nur unwesentlich veränderte.
Wahrscheinlich gelangte das Anwesen im 18. Jahrhundert an den Sohn Andreas Friedrich, der die Räumlichkeiten weiterhin als Backstube und Wohnhaus benutzte. Der heutige Bau geht auf diese Zeit zurück. Der 1803 nachgewiesene Sohn Georg Friedrich war ebenfalls als Bäcker tätig. Mit Georg Joseph Ullrich wechselte das Haus im Jahr 1803 die Besitzerfamilie. Die Nutzung blieb allerdings weiterhin gleich. In einer Beschreibung des Hauses aus dem Jahr 1839 wurden, neben dem Wohn- und Backhaus, ein Keller und mehrere größere Nebengebäude erwähnt. Im Jahr 1841 kam es in schneller Folge zu mehreren Besitzerwechseln. Hatte zunächst Adam Sauer das Haus inne, gelangte es in der Folgezeit an Valentin Hellmuth und Franz Fischer.
Im Jahr 1890 kann Florian Löhr als Besitzer des Hauses nachgewiesen werden. Wie die Vorbesitzer betrieb auch er hier eine Bäckerei. Daneben gehörte wohl auch Weinbau zu den Einnahmequellen. In einem Nebengebäude war eine Kelter zur Verarbeitung der Weintrauben untergebracht. Daneben bestanden hier Pferde- und Schweinestallungen und ein Hofraum. Florian Löhr begann spätestens 1906 auch eine Mehlhandlung zu betreiben. Nach dem Zweiten Weltkrieg führte die Familie Fuchsberger den Betrieb weiter, ehe er im Jahr 1984 unter dem Namen Torbäck in eine Weinstube und Restaurant umgewandelt wurde. Nach mehrmaligen Besitzer- und Namenswechseln firmiert der Betrieb aufgrund der Nähe zum Unteren Tor seit 2014 wieder unter dem Namen Weinstube Torbäck. Die Inhaber der Weinstube gerieten im Jahr 2024 in die nationalen Schlagzeilen, weil sie nach der Bewirtung des örtlichen Stammtischs der Partei Bündnis 90/Die Grünen einen Drohbrief erhielten.

## Beschreibung
Das Haus Hauptstraße 35 wird vom Bayerischen Landesamt für Denkmalpflege als Baudenkmal eingeordnet. Untertägige Überreste von Vorgängerbauten sind als Bodendenkmal vermerkt. Es ist daneben Teil des Ensembles Altstadt Volkach. Es präsentiert sich als erdgeschossiges Giebelhaus. Während das einzige Vollgeschoss in Massivbauweise errichtet wurde, kam das Dachgeschoss in Fachwerkbauweise zur Ausführung. Die geohrte Türrahmung des Portals mit einem separierten Oberlicht und fasziertem Gewände verweist auf die Bauformen des Barock im 18. Jahrhundert. Im 20. Jahrhundert, insbesondere im Zuge der Umwandlung in ein Gasthaus, wurden einige Veränderungen an der Bausubstanz vorgenommen, diese betrafen vor allem die Zimmer- und Fensteraufteilung.